# Carlos Sánchez (Fußballspieler, 1986)
Carlos Alberto Sánchez Moreno (* 6. Februar 1986 in Quibdó) ist ein kolumbianischer ehemaliger Fußballspieler, der zuletzt beim FC Watford unter Vertrag stand.

## Karriere

### Verein
Sánchez spielte zu Beginn seiner Karriere für den Danubio FC aus Montevideo. Von der Clausura 2006 bis in die Clausura 2007 stand er in der uruguayischen Hauptstadt bei River Plate Montevideo im Kader.
Mitte 2007 wechselte er nach Europa zum FC Valenciennes. Sein Debüt in der Ligue 1, der höchsten Liga Frankreichs, gab er am 4. August 2007, dem 1. Spieltag. Beim 3:1-Erfolg über den FC Toulouse stand er in der Startelf und bereitete in der 5. Minute den 1:0-Führungstreffer von Johan Audel vor. Nach fünf Jahren verließ er Frankreich wieder in Richtung Südamerika. Er unterschrieb in Chile bei Rangers de Talca einen Vertrag. Aber er wurde direkt wieder an seinen alten Club verliehen. Nach Ablauf der Leihe wechselte er 2013 in die spanische Primera División zum FC Elche.
Nach zwei Jahren beim englischen Verein Aston Villa wechselte Sánchez leihweise zur AC Florenz. Nach 31 Spielen in der Saison 2016/17 wurde er vor Ablauf der Leihe fest verpflichtet.
Am 31. Januar 2018 gab der Klub Espanyol Barcelona seine Verpflichtung bekannt.
Nach seiner Rückkehr zum AC Florenz verpflichtete ihn der englische Erstligist West Ham United ablösefrei. Im Juni 2020 endete das Engagement für West Ham nach insgesamt 18 Pflichtspielen in knapp zwei Jahren. Nach acht Monaten ohne Verein unterschrieb er einen neuen Vertrag beim FC Watford. Im Anschluss an das Ende der Saison 2020/21 verließ er den Klub jedoch bereits wieder.

### Nationalmannschaft
Sein Debüt für Kolumbien gab er am 9. Mai 2007 bei einem Freundschaftsspiel gegen Panama. Er gehörte bei der Copa América 2007 und 2011 zum Kader. Sánchez stand im Aufgebot für die Weltmeisterschaft 2014 in Brasilien.
Bei der Fußball-Weltmeisterschaft 2018 in Brasilien gehörte er zum kolumbianischen Aufgebot. Er kam zu drei Einsätzen  und schied mit der Mannschaft im Achtelfinale gegen England im Elfmeterschießen aus.